# 大阪市電難波木津線
大阪市電難波木津線（おおさかしでんなんばきづせん）は、賑橋駅 - 大国町駅間を結んでいた大阪市電第三期線の路線。

## 路線データ
- 起点：賑橋駅
- 終点：大国町駅
- 軌間：1435mm
- 架線電圧：直流600V

## 沿革
- 1916年（大正5年）2月3日：大阪市電の第三期線として、難波新川駅（2代）[1] - 大国町駅間が開業。
- 1922年（大正11年）8月16日：難波新川駅（2代）を賑橋駅に改称。
- 1938年（昭和13年）：大黒神社前駅を大国神社前駅に表記変更。
- 1944年（昭和19年）6月1日：戦時体制下での急行運転のため、元町二丁目駅、八坂神社前駅、大国神社前駅を廃止。
- 1945年（昭和20年）3月13日：戦災のため全線休止。
- 1950年（昭和20年）9月1日：運行を再開、元町二丁目駅を南に100m移設した上で復活。廃止された八坂神社前駅と大国神社前駅との間に元町五丁目駅を開業。
- 1963年（昭和38年）5月12日：賑橋駅 - 大国町駅間を廃止。

## 駅一覧
| 駅名           | キロ程 | 接続路線                                          |
| -------------- | ------ | ------------------------------------------------- |
| 賑橋駅（西詰） | 0.0    | 大阪市電：南北線、九条高津線                      |
| 元町二丁目駅   | 0.4    |                                                   |
| 元町五丁目駅   | 0.9    |                                                   |
| 大国町駅       | 1.4    | 大阪市電：西道頓堀天王寺線、大阪市営地下鉄：1号線 |

- 1959年（昭和34年）7月当時